# 宮崎勝
宮崎 勝（日语：みやざき まさる）是日本的漫畫原作者，其他笔名：鐘田正太郎、金田正太郎、宮崎二郎、写楽麿、宮崎博文、宮崎克、観月昴。擅長推理、時代劇和紀錄片等廣泛故事內容為執筆題材。其中，《怪醫黑傑克的誕生：手塚治虫的創作秘辛》獲選「這本漫畫真厲害！2012年」男生篇第一名。

## 作品

### 連載中

#### 宮崎克（みやざきまさる）名義
- （《Big Comic Original 增刊號》－連載中，小學館）作畫：青木朋

#### 觀月昴（みづきすばる）名義
- （《週刊漫画ゴラク》，既刊3巻，日本文藝社（日语：日本文芸社））《G COMICS版》，作畫：奥道則
- （既刊3卷，日本文藝社）作畫：奥道則

### 連載完結

#### 宮崎勝（宮崎まさる）名義
- （《フレッシュジャンプ》，全1卷，集英社）作畫：
- （《週刊少年Magazine》，全9巻／豪華版、FC軟體，講談社）作畫：石垣ゆうき
- あいつはアインシュタイン（《週刊少年Magazine》，全3卷，講談社）作畫：石垣
- METAL FINISH （《週刊少年Jump》，全2卷，集英社）作畫：鶴岡伸壽（日语：鶴岡伸寿）
- 力人伝説 -鬼を継ぐもの-（《週刊少年Jump》全3巻，集英社）作畫：小畑健
- 多啦A夢歷險記特別篇（小学館の学年別学習雑誌，全12巻，小學館）作畫：三谷幸廣
- （《小學5年生》，全3巻，小學館）作畫：印照

#### 鐘田正太郎（かねだしょうたろう）名義
- （《週刊少年Magazine》，全5卷，講談社）作画：宇野比呂士

#### 金田正太郎（かねだしょうたろう）名義
- （《Big Comic Original》，全2卷，小學館）作畫：
- 雷神孫市（原案協力）（《プレイコミック》，全2卷，秋田書店）作畫：貞安圭

#### 宮崎二郎（みやざきじろう）名義
- （《週刊少年Sunday 增刊號（日语：週刊少年サンデーS）》，全3卷，小學館）作畫：風巻弦

#### 寫楽麿（しゃらくまろ）名義
- 傀儡師左近，原名（《週刊少年Jump》全4巻、《ジャンプ・コミックス》文庫版全3巻，後發行混音版、CD Book及製成電視動畫）作畫：小畑健。台灣中文版由東立出版社正式授權。
- （二見書房）
- UNIVERSAL NUTS 《PS・世嘉土星（電玩軟體）》（Lay-up）

#### 宮崎克（みやざきまさる）名義
- 松田優作物語（《ヤングチャンピオン》，全6卷+00卷，秋田書店）作畫：高岩吉浩（日语：高岩ヨシヒロ）
- （《Nighty Judy》，全1卷，小學館）作畫：佐柄きょうこ
- 新撰組默示錄（《Young Champion》，全7卷，秋田書店） 作畫：乾良彦
- 歐人K（《Business Jump》，全1巻，集英社）作畫：プロジェクト:漫画家/日本の漫画家 あ行
- （《Play Comic》，2卷～繼續中，秋田書店）作畫：ケン月影
- （《Play Comic》，1卷～繼續中，秋田書店）作畫：高岩吉浩（日语：高岩ヨシヒロ）
- 《怪醫黑傑克的誕生：手塚治虫的創作秘辛》（《週刊少年Champion》、《別冊少年チャンピオン》全5卷，秋田書店。2013年9月24日播放電視劇特別篇）作畫：吉本浩二
- （《週刊漫画ゴラク》，全1卷，日本文藝社（日语：日本文芸社））作畫：藤原芳秀
- RYO（《ヤングキング（日语：ヤングキング）》，少年畫報社）作畫：乾良彦
- （《月刊少年ライバル》，全4卷，講談社）作畫：左藤圭右
- （《新耳袋》，Home社）作畫：

#### 宮崎博文（みやざきひろふみ）名義
- （《週刊少年Jump》，全2卷，集英社）作畫：今泉伸二

#### 觀月昴（みづきすばる）名義
- （日本文藝社）作畫：奥道則

## 外部連結
- 宮崎勝 （页面存档备份，存于） （日語）－媒體藝術資料庫（日语：メディア芸術データベース）